# Аппалуза (племя)
Аппалуса или аппалуза, Appalousa — племя индейцев, до контакта с европейцами проживавшее близ города Опелусас в штате Луизиана.
Название аппалуса или опелуса истолковывалось современниками по-разному, однако чаще всего как «черноногие», поскольку племя либо красило ноги в чёрный цвет, либо просто не слишком часто их мыло.
Путешественник Мишель де Бирот (Michel De Birotte), проживавший в Луизиане в период 1718—1734, причём 8 лет проведший среди индейцев, писал, что аппалуса жили к западу от двух небольших озёр — по мнению современных исследователей, это были Болота Леонарда, к востоку от Опелусас. В доколониальные времена здесь находился самый западный из притоков реки Миссисипи. Благодаря многочисленным залежам минералов и толстому слою опавших листьев, покрывавших дно, воды озера были чёрными, поэтому ноги индейцев-аппалуса, охотившихся и рыбачивших в водах озера, тоже могли по данной причине окрашиваться в чёрный цвет.